# Uniqa Classic
La Uniqa Classic era una carrera ciclista profesional por etapas que se disputaba anualmente en Austria, en el mes de julio.
Comenzó a disputarse en 1953, bajo la denominación de Viena-Rabenstein-Gresten-Viena (del alemán Wien-Rabenstein-Gresten-Wien), en referencia a su recorrido, siendo Gresten y Rabenstein localidades que solían albergar inicios y finales de etapa. En 2001 adoptó el nombre de Uniqa Classic, debido a la entrada de Uniqa, una empresa de seguros, como patrocinador de la prueba. Desde la creación de los Circuitos Continentales UCI en 2005 formó parte del UCI Europe Tour, dentro la categoría 2.1. Después de ese año la carrera no se volvió a disputar.

## Palmarés
| Año  | Ganador              | Segundo               | Tercero               |
| ---- | -------------------- | --------------------- | --------------------- |
| 1953 | Frank Becksteiner    | Hans Lehninger        | Anton Durdik          |
| 1954 | Adolf Christian      | Stefan Mascha         | Franz Wukitsevits     |
| 1955 | Richard Durlacher    | Stefan Mascha         | Paul Fülöp            |
| 1956 | Adolf Christian      | Josef Andre           | Roland Hörmann        |
| 1957 | Heinz Klöckl         | Kurt Schweiger        | Walter Müller         |
| 1958 | Walter Müller        | Richard Durlacher     | Stefan Mascha         |
| 1959 | Kurt Schweiger       | Stefan Mascha         | Arnold Ruiner         |
| 1960 | Félix Damm           | Erwin Kriz            | Kurt Schweiger        |
| 1961 | Klaus Ampler         | Kurt Schattelbauer    | Günther Lörke         |
| 1962 | Walter Müller        | Peter Deimböck        | Gerhard Frank         |
| 1963 | Kurt Schattelbauer   | Günther Lörke         | Hans Furian           |
| 1964 | Kurt Schweiger       | Walter Müller         | Bernd Eckstein        |
| 1965 | Robert Csenar        | Ludwig Kretz          | Karl Dovits           |
| 1966 | Siegfried Huster     | Rolf Eberl            | Dieter Mickein        |
| 1967 | Roman Humenberger    | Christian Frisch      | Franz Inthaler        |
| 1968 | Rudolf Kretz         | Karl Peterka          | Franz Inthaler        |
| 1969 | Vlado Hajtmann       | Ján Svorada           | Karol Patek           |
| 1970 | Manfred Dähne        | Dieter Grabe          | Robert Csenar         |
| 1971 | Roman Humenberger    | Rolf Eberl            | Heinz Oberst          |
| 1972 | František Kondr      | Petr Matousek         | Milos Krejci          |
| 1973 | Franz Inthaler       | Georg Postl           | Wolfgang Priglhofer   |
| 1974 | Wolfgang Steinmayr   | Siegfried Denk        | Hans Königshofer      |
| 1975 | Rudi Mitteregger     | Siegfried Denk        | Pavel Galik           |
| 1976 | Roman Humenberger    | Franz Reindl          | Michal Klasa          |
| 1977 | Hans Summer          | Bojan Ropret          | Oswald Kircher        |
| 1978 | Vendolin Kvetan      | Herbert Spindler      | Reinhard Waltenberger |
| 1979 | Hans Summer          | Léo Karner            | Rui Mitteregger       |
| 1980 | Johann Lienhart      | Hans Summer           | Karl Krenauer         |
| 1981 | Christian Pail       | Reinhard Waltenberger | Peter Muckenhuber     |
| 1982 | Helmut Wechselberger | Peter Muckenhuber     | Johann Traxler        |
| 1983 | Reinhard Popp        | Peter Muckenhuber     | Karl Krenauer         |
| 1984 | Franz Spilauer       | Erich Jagsch          | Norbert Huber         |
| 1985 | Johann Lienhart      | Herbert Seidl         | Albert Hainz          |
| 1986 | Ondrej Glajza        | Andreas Blümel        | Kurt Schmied          |
| 1987 | Johann Lienhart      | Roland Königshofer    | Josef Müller          |
| 1988 | Albert Hainz         | Dietmar Hauer         | Peter Lammer          |
| 1989 | Albert Hainz         | Dietmar Hauer         | Roland Königshofer    |
| 1990 | Dietmar Hauer        | Valter Bonca          | Roman Kreuziger       |
| 1991 | Roman Kreuziger      | Valter Bonca          | Peter Luttenberger    |
| 1992 | Andreas Langl        | Peter Luttenberger    | Lars Johnsen          |
| 1993 | Georg Totschnig      | Dietmar Hauer         | Jan Ullrich           |
| 1994 | Franz Stocher        | Roland Königshofer    | Lars Johnsen          |
| 1995 | Andreas Lebsanft     | Heinz Marchel         | Thomas Liese          |
| 1996 | Léon van Bon         | Adri van der Poel     | Paolo Voltolini       |
| 1997 | Roberto Pistore      | Stefan Kjaergaard     | Mathias Buxhofer      |
| 1998 | Niki Aebersold       | Marcel Renggli        | Mathias Buxhofer      |
| 1999 | Maurizio Vandelli    | Sven Montgomery       | Timothy Jones         |
| 2000 | Maurizio Vandelli    | Hannes Hempel         | Fred Rodríguez        |
| 2001 | Maurizio Vandelli    | Jürgen Pauritsch      | Georg Totschnig       |
| 2002 | Adam Homolka         | Christian Wegmann     | Devis Miorin          |
| 2003 | Roger Hammond        | Gerhard Trampusch     | Pedro Horrillo        |
| 2004 | Kjell Carlström      | Michail Timošin       | Matej Jurčo           |
| 2005 | Bram de Groot        | Murilo Fischer        | Enrico Gasparotto     |

## Palmarés por países
| País                                    | Victorias |
| --------------------------------------- | --------- |
| Austria                                 | 34        |
| República Checa, incluye Checoslovaquia | 6         |
| Alemania, incluye RDA                   | 4         |
| Italia                                  | 4         |
| Países Bajos                            | 2         |
| Suiza                                   | 1         |
| Reino Unido                             | 1         |
| Finlandia                               | 1         |